# Ophioplinthus tuberosa
Ophioplinthus tuberosa är en ormstjärneart som först beskrevs av Ole Theodor Jensen Mortensen 1936.  Ophioplinthus tuberosa ingår i släktet Ophioplinthus och familjen fransormstjärnor. Inga underarter finns listade i Catalogue of Life.